# Central Pacific Railroad

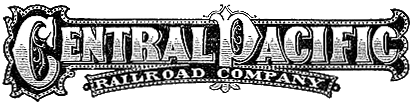
Bolagets logotyp.

Central Pacific Railroad (CPRR) var ett järnvägsbolag som började bygga den transkontinentala järnvägen västerifrån, från Sacramento i Kalifornien 1863. 90 procent av CPRR:s rallare var kinesiska invandrare. Efter sex års slit mötte de Union Pacific Railroads ånglok No 119 i Promontory Summit i delstaten Utah. För att fira detta slog man en guldspik i den sista syllen, och under högtidliga former möttes ånglokomotiven. Idag utgör CPRR en del av Union Pacific Railroad. 

## The Ten Mile Day
Våren 1869 lade Union Pacific Railroad upp till 12 kilometer järnväg om dagen. De hävdade att det inte gick att göras snabbare och erbjöd Central Pacific en belöning på 10 000 dollar om de kunde överträffa det. Utmaningen antogs direkt, och den 28 april 1869 vid soluppgången satte 850 man från Central igång. 12 timmar senare hade de lagt 16,25 kilometer – över 10 amerikanska mil spår. Detta blev känt som "The Ten Mile Day".